# Genoa Cricket and Football Club 1946-1947
Questa voce raccoglie le informazioni riguardanti il Genoa Cricket and Football Club nelle competizioni ufficiali della stagione 1946-1947.

## Stagione
Il Genoa ottenne il decimo posto della Serie A 1946-1947.

## Divise
La maglia per le partite casalinghe presentava i colori rossoblu.

## Organigramma societario
Area direttiva
- Presidente: Giovanni Peragallo, Massimo Poggi[3]

Area tecnica
- Allenatore: William Garbutt

## Rosa
| N. |                   | Ruolo | Calciatore          |
| -- | ----------------- | ----- | ------------------- |
|    | Italia (bandiera) | P     | Franco Cardani      |
|    | Italia (bandiera) | P     | Giuseppe Castellini |
|    | Italia (bandiera) | P     | Giuliano Donzelli   |
|    | Italia (bandiera) | D     | Bruno Cappellini    |
|    | Italia (bandiera) | D     | Amedeo Cattani      |
|    | Italia (bandiera) | D     | Vittorio Sardelli   |
|    | Italia (bandiera) | D     | Sergio Verderi      |
|    | Italia (bandiera) | C     | Vittorio Bergamo    |
|    | Italia (bandiera) | C     | Bruno Chizzo        |
|    | Italia (bandiera) | C     | Efisio Colombino    |
|    | Italia (bandiera) | C     | Gian Battista Odone |

| N. |                      | Ruolo | Calciatore           |
| -- | -------------------- | ----- | -------------------- |
|    | Paraguay (bandiera)  | C     | Miguel Ortega        |
|    | Italia (bandiera)    | C     | Francesco Servetto   |
|    | Venezuela (bandiera) | C     | Lino Taioli          |
|    | Italia (bandiera)    | C     | Giancarlo Vitali     |
|    | Italia (bandiera)    | A     | Giorgio Aebi         |
|    | Italia (bandiera)    | A     | Angiolo Bonistalli   |
|    | Italia (bandiera)    | A     | Riccardo Dalla Torre |
|    | Italia (bandiera)    | A     | Giovanni Gaddoni     |
|    | Argentina (bandiera) | A     | José Macrí           |
|    | Italia (bandiera)    | A     | Guglielmo Trevisan   |
|    | Argentina (bandiera) | A     | Juan Carlos Verdeal  |

## Calciomercato
| Acquisti | Acquisti            | Acquisti    | Acquisti               |
| R.       | Nome                | da          | Modalità               |
| -------- | ------------------- | ----------- | ---------------------- |
| A        | Juan Carlos Verdeal | Dos Caminos | definitivo (600 000 £) |

| Cessioni | Cessioni      | Cessioni  | Cessioni |
| R.       | Nome          | da        | Modalità |
| -------- | ------------- | --------- | -------- |
| P        | Egidio Agolio | Ilva Novi |          |

## Risultati

### Serie A

#### Girone di andata
| Arbitro: | Bellè (Venezia) |

|                                             |           |  |
| Verdeal 30’, 64’ Dalla Torre 53’ Vitali 77’ | Marcatori |  |

| Arbitro: | Bernardi (Bologna) |

|                  |           |                 |
| Pernigo 44’, 78’ | Marcatori | 48’ Dalla Torre |

| Genova 6 ottobre 1946 3ª giornata | Genoa            | 0 – 0 | Inter | Stadio Luigi Ferraris\| Arbitro: \| Silvano (Torino) \| |
| Arbitro:                          | Silvano (Torino) |       |       |                                                         |

| Bologna 13 ottobre 1946 4ª giornata | Bologna        | 0 – 0 | Genoa | Stadio Comunale\| Arbitro: \| Gamba (Napoli) \| |
| Arbitro:                            | Gamba (Napoli) |       |       |                                                 |

| Genova 20 ottobre 1946 5ª giornata | Genoa              | 0 – 0 | Livorno | Stadio Luigi Ferraris\| Arbitro: \| Canavesio (Torino) \| |
| Arbitro:                           | Canavesio (Torino) |       |         |                                                           |

| Arbitro: | Pizziolo (Firenze) |

|             |           |  |
| Conti II 2’ | Marcatori |  |

| Arbitro: | Dattilo (Roma) |

|                                     |           |  |
| Baldini 26’ Frugali 42’ Fiorini 48’ | Marcatori |  |

| Arbitro: | Gemini (Roma) |

|                 |           |  |
| Dalla Torre 39’ | Marcatori |  |

| Arbitro: | Carpani (Milano) |

|             |           |               |
| Bergamo 29’ | Marcatori | 21’ Brighenti |

| Arbitro: | Galeati (Bologna) |

|              |           |  |
| Citterio 88’ | Marcatori |  |

| Arbitro: | Pizzato (Venezia) |

|                                         |           |  |
| Verdeal 50’ Dalla Torre 55’ Verdeal 79’ | Marcatori |  |

| Arbitro: | Neri (Vicenza) |

|                                              |           |                 |
| Carapellese 59’, 80’ Tognon 65’ Antonini 88’ | Marcatori | 60’ Dalla Torre |

| Arbitro: | Bernardi (Bologna) |

|                                |           |  |
| Dalla Torre 9’, 42’ Chizzo 87’ | Marcatori |  |

| Arbitro: | Bonivento (Venezia) |

|                           |           |                         |
| Lushta 25’ Bertoni II 59’ | Marcatori | 48’ Verdeal 61’ Verderi |

| Arbitro: | Pizziolo (Firenze) |

|                          |           |                                       |
| Verdeal 85’ Trevisan 88’ | Marcatori | 11’ Ossola 52’ Grezar 70’ Ferraris II |

| Arbitro: | Carpani (Milano) |

|                          |           |              |
| Verrina 69’ Barbieri 73’ | Marcatori | 15’ Trevisan |

| Arbitro: | Fois (Roma) |

|                                         |           |  |
| Verdeal 35’, 43’, 54’, 63’ Trevisan 36’ | Marcatori |  |

| Trieste 26 gennaio 1947 18ª giornata | Triestina        | 0 – 0 | Genoa | Stadio Comunale\| Arbitro: \| Bergomi (Milano) \| |
| Arbitro:                             | Bergomi (Milano) |       |       |                                                   |

| Arbitro: | Bellè (Venezia) |

|             |           |  |
| Verdeal 48’ | Marcatori |  |

#### Girone di ritorno
| Arbitro: | Bernardi (Bologna) |

|                                                       |           |             |
| Penzo 17’, 41’ Paolini 40’, 46’ Penzo De Filippis 50’ | Marcatori | 72’ Verdeal |

| Arbitro: | Camiolo (Milano) |

|                              |           |             |
| Trevisan 47’ Dalla Torre 80’ | Marcatori | 75’ Pernigo |

| Arbitro: | Fois (Roma) |

|                 |           |                |
| Muci 3’ Neri 9’ | Marcatori | 2’ Dalla Torre |

| Arbitro: | Pizzato (Venezia) |

|                                  |           |  |
| Dalla Torre 74’, 89’ Verderi 78’ | Marcatori |  |

| Arbitro: | Pieri (Trieste) |

|          |           |                |
| Stua 19’ | Marcatori | 4’ Dalla Torre |

| Arbitro: | Dellarole (Roma) |

|                             |           |  |
| Bergamo 44’ Dalla Torre 59’ | Marcatori |  |

| Arbitro: | Gamba (Napoli) |

|                                       |           |                                 |
| Piacentini 59’ (aut.) Dalla Torre 89’ | Marcatori | 31’ D'Alconzo 40’, 66’ Bassetto |

| Arbitro: | Orlandini (Roma) |

|                     |           |              |
| Korostelev 36’, 38’ | Marcatori | 26’ Trevisan |

| Arbitro: | Bonivento (Venezia) |

|                     |           |                    |
| Brighenti 44’ Zecca | Marcatori | 50’ (rig.) Cattani |

| Arbitro: | Pera (Firenze) |

|                            |           |                         |
| Trevisan 4’ Dalla Torre 9’ | Marcatori | 53’ Cergoli 84’ Kincses |

| Arbitro: | Silvano (Torino) |

|                  |           |             |
| König 18’ (rig.) | Marcatori | 5’ Servetto |

| Arbitro: | Pizziolo (Firenze) |

|  |           |                              |
|  | Marcatori | 36’ Carapellese 66’ Antonini |

| Arbitro: | Bertolio (Torino) |

|  |           |           |
|  | Marcatori | 75’ Macrí |

| Arbitro: | Agnolin (Bassano del Grappa) |

|                                |           |              |
| Chizzo 37’ Bonistalli 43’, 51’ | Marcatori | 57’ Giorgino |

| Arbitro: | Bellè (Venezia) |

|                                                                    |           |  |
| Loik 20’ Mazzola 21’, 28’ Martelli 46’ Mazzola 56’ Castigliano 60’ | Marcatori |  |

| Arbitro: | Savio (Torino) |

|                        |           |              |
| Chizzo 21’ Verdeal 32’ | Marcatori | 66’ Andreolo |

| Arbitro: | Bertolio (Torino) |

|                   |           |                           |
| Gei 20’ Rallo 56’ | Marcatori | 4’ Dalla Torre 73’ Chizzo |

| Arbitro: | Valsecchi (Milano) |

|                                |           |                  |
| Vitali 38’ Bonistalli 43’, 51’ | Marcatori | 88’ (rig.) Milli |

| Arbitro: | Orlandini (Roma) |

|                  |           |  |
| Tavellin 8’, 15’ | Marcatori |  |

## Statistiche

### Statistiche di squadra
| Competizione | Punti | In casa | In casa | In casa | In casa | In casa | In casa | In trasferta | In trasferta | In trasferta | In trasferta | In trasferta | In trasferta | Totale | Totale | Totale | Totale | Totale | Totale | DR |
| Competizione | Punti | G       | V       | N       | P       | Gf      | Gs      | G            | V            | N            | P            | Gf           | Gs           | G      | V      | N      | P      | Gf     | Gs     | DR |
| ------------ | ----- | ------- | ------- | ------- | ------- | ------- | ------- | ------------ | ------------ | ------------ | ------------ | ------------ | ------------ | ------ | ------ | ------ | ------ | ------ | ------ | -- |
| Serie A      | 36    | 19      | 12      | 4       | 3       | 39      | 15      | 19           | 1            | 6            | 12           | 14           | 38           | 38     | 13     | 10     | 15     | 53     | 53     | 0  |

### Statistiche dei giocatori
| Giocatore      | Serie A  | Serie A |
| Giocatore      | Presenze | Reti    |
| -------------- | -------- | ------- |
| G. Aebi        | 7        | 0       |
| F. Becattini   | 30       | 0       |
| V. Bergamo     | 36       | 2       |
| A. Bonistalli  | 16       | 4       |
| B. Cappellini  | 37       | 0       |
| F. Cardani     | 27       | -35     |
| G. Castellini  | 11       | -18     |
| A. Cattani     | 36       | 1       |
| B. Chizzo      | 19       | 4       |
| E. Colombino   | 2        | 0       |
| R. Dalla Torre | 33       | 16      |
| G. Gaddoni     | 4        | 0       |
| J. Macri       | 4        | 1       |
| M. Ortega      | 10       | 0       |
| V. Sardelli    | 38       | 0       |
| F. Servetto    | 14       | 1       |
| G. Trevisan    | 32       | 6       |
| J. Verdeal     | 36       | 13      |
| S. Verderi     | 10       | 2       |
| G. Vitali      | 16       | 2       |